# Шамайда Тарас Анатолійович
Тара́с Анато́лійович Шамайда́ (нар. 27 червня 1972, Полтава) — український громадський діяч, експерт у мовному питанні в Україні, співкоординатор руху «Простір свободи». Журналіст і юрист за освітою.

## Дитинство й освіта
Народився і закінчив школу в Полтаві. З 1991 року живе у Києві.
Закінчив Інститут журналістики Київського Національного Університету імені Тараса Шевченка за фахом журналістики (1996) й Інститут післядипломної освіти цього ж університету за фахом правознавства (2002).

## Громадська, політична та професійна діяльність
Брав участь у мітингах на підтримку Закону «Про мови в Українській РСР».
З 20 серпня 1989 року вступив до лав Народного руху України, став співзасновником Полтавського молодіжного осередку організації. Через кілька днів після вступу як очільник окремого осередку був делегований на I З'їзд Народного Руху України, що відбувся 8 — 10 вересня в палаці культури Київського політехнічного інституту. У віці 17 років став наймолодшим делегатом цього з'їзду.
У 1990 - 1991 – відповідальний секретар з організаційних питань Полтавської обласної організації Народного Руху України.
У 1991 — 1993 — учасник Союзу українського студентства (СУС), голова осередку СУС в Інституті журналістики КНУ. В 1993 – 1996 – голова Студентського братства Інституту журналістики.
У 1992 — 1999 — кореспондент пресового бюро «Рух-прес».
У 1993 році став учасником Молодого Руху, у 1996 — 2002 — заступник голови Молодого Руху та очільник Молодого Руху Києва.
На парламентських виборах 1998 року був кандидатом у народні депутати України у списках Народного руху України.
У 1998 – 2002 роках — депутат Київської міської ради, член постійної комісії з питань бюджету, фінансів та соціально-економічного розвитку.
У 2001 — активний учасник громадського комітету опору «За правду!», у 2003 — 2004 – співголова Коаліції молоді «Наша Україна» в місті Києві. У 2004 — координатор всеукраїнської мережі «Студентська хвиля», що об’єднувала тисячі студентських активістів у всіх областях України і відіграла активну роль у підготуванні і здійсненні Помаранчевої революції. Був організатором Всеукраїнського студентського віча у Києві 16 жовтня 2004 року.
У 2005 році — директор департаменту державного соціального захисту Міністерства праці та соціальної політики, у 2005 — 2006 — заступник керівника служби віце-прем’єр-міністра України, у 2007 — 2008 — радник голови партії «Наша Україна».
Із 2007 року — співкоординатор руху «Простір свободи». Долучався до розроблення законопроєктів у галузі соціальної та гуманітарної політики, місцевого самоврядування, виборчого законодавства, боротьби з корупцією, декомунізації, протидії російській гібридній агресії.
Один з ініціаторів і авторів щорічного аналітичного огляду «Становище української мови в Україні» (2011 — 2020).
З 2015 року — експерт групи «Політика національної пам’яті» Реанімаційного пакету реформ.
У 2015 — 2019 — член колегії Українського інституту національної пам’яті. У 2019 – один з кандидатів на посаду голови Інституту.
Один з ініціаторів і розробників законів про поіменні голосування в місцевих радах і про заборону акустичного насильства в громадському транспорті.
2016 року ввійшов до Координаційної ради з питань застосування української мови в усіх сферах суспільного життя при Міністерстві культури України. Брав участь у роботі групи з розроблення закону «Про забезпечення функціонування української мови як державної».  Брав участь у розробленні й адвокації закону про обов’язкові квоти для українських пісень на радіо, мовних норми законів «Про освіту» , «Про повну загальну середню освіту», «Про вищу освіту», доопрацюванні законів «Про медіа», «Про національні меншини (спільноти) України». З 2018 — член експертної групи з мовної політики при Кабінеті Міністрів України. З 2020 — учасник громадянської спільноти «Мова об’єднує».
З 2021 року став лідером ініціативи «Українська книжкова революція», активний учасник розробки й адвокації законів про підтримку українського книговидання й книгорозповсюдження і про заборону імпорту російських книжок в Україну, ухвалених Верховною Радою у червні 2022 року. 
Працював помічником-консультантом народних депутатів України В’ячеслава Кириленка, Павла Розенка, Ганни Гопко та Володимира В’ятровича.
Автор численних публікацій у медіа, постійний автор видання Texty.org.ua.

## Особисте життя
Родина:
- батько — будівельник;
- мати — різноробка;
- дружина — Ліліана Вежбовська, мистецтвознавиця, викладачка КНУКіМ;
- син — Святослав.

Вільний час любить проводити в піших походах Україною.